# John Driscoll Fitz-Gerald
John Driscoll Fitz-Gerald (* 2. Mai 1873 in Newark, New Jersey; † 8. Juni 1946) war ein US-amerikanischer Romanist und Hispanist.

## Leben und Werk
Fitz-Gerald studierte am Columbia College sowie in Berlin, Leipzig, Paris (bei Gaston Paris und Alfred Morel-Fatio) und Madrid. Er promovierte 1906 an der Columbia University mit der Arbeit Versification of the "cuaderna via" as found in Berceo's Vida de santo Domingo de Silos (New York 1905, 1966). Von 1909 bis 1929 lehrte er an der University of Illinois, ab 1915 als Professor für Spanisch, ab 1925 für Romanistik. Von 1929 bis zu seiner Emeritierung 1943 war er Professor an der University of Arizona in Tucson.
Fitz-Gerald war von 1921 bis 1923 Präsident der American Association of Teachers of Spanish and Portuguese (AATSP). Er war Korrespondierendes Mitglied der Real Academia Española und Ritter des Orden de Isabel la Católica.

## Weitere Werke
- (Hrsg.) Gonzalo de Berceo, La vida de Santo Domingo de Silos, Paris 1904
- Rambles in Spain, New York 1910
- (Hrsg.) Lope de Vega, Novelas à la Señora Marcia Leonarda, in: Romanische Forschungen 34, 1913
- (Hrsg. und Übersetzer mit Thatcher Howland Guild) Manuel Tamayo y Baus,  A New Drama (Un Drama Nuevo). A Tragedy in three acts, New York 1915
- Importance of Spanish to the American citizen, Chicago 1918
- Apuntes sobre la literatura americana (de los Estados Unidos de América), Madrid 1924
- The Hispanic society of America y la fiesta de la Raza, Madrid 1924
- Relaciones hispano-americanas. Dos conferencias leídas en el Ateneo científico-literario-artistico de Madrid en los días 29 y 30 de junio de 1923, Madrid 1924
- (Hrsg. mit John McMurry Hill),  Manuel Tamayo y Baus, Un drama nuevo, drama en tres actos, Chicago/New York 1924
- (Hrsg. mit Alberto Nin Frías) José Enrique Rodó, Ariel, Chicago/New York 1928
- (Hrsg. mit Pauline Taylor) Todd memorial volumes. Philological studies, New York 1930, Freeport 1968